# Jacques Pucheran
Jacques Pucheran (Clairac, 2 de junio de 1817-Port-Sainte-Marie, 13 de enero de 1895) fue un zoólogo, curador, y explorador francés.
Pucheran acompañó la expedición de la Astrolabe entre 1837 y 1840, como subcomandante de Jules Dumont d'Urville, como naturalista de Jacques Bernard Hombron y Honoré Jacquinot.
Al retorno sus contribuciones en ornitología con (Jacquinot) de Voyage au Pôle sud et dans l'Océanie sur les corvettes L'Astrolabe et La Zélée (1841-54) (329 pp.)

## Otras publicaciones
- 1860. Des caractères zoologiques des mammifères dans leurs rapports avec les fonctions de locomotion. Ed. Thunot. 99 pp.
- 1858. Documents relatifs à la mammalogie du Gabon. Ed. Archives du Muséum. 33 pp.
- 1841. Considération sur les formes de la tête osseuse dans les races humaines. Ed. impr. et fonderie de Rignoux. 53 pp.

## Abreviatura (zoología)
La abreviatura Pucheran  se emplea para indicar a Jacques Pucheran como autoridad en la descripción y taxonomía en zoología.